# Georg Christian Freund (Bildhauer)

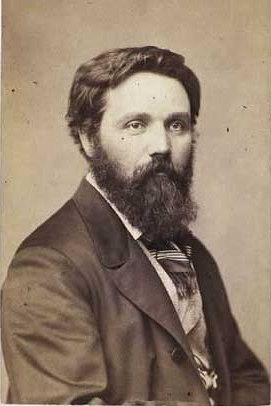
Fotografie von Budtz Müller aus den 1870er Jahren; aus dem Bestand der Königlichen Bibliothek in Kopenhagen

Georg Christian Freund (* 7. Februar 1821 in Altona; † 6. April 1900 in Kopenhagen) war ein dänischer Bildhauer.

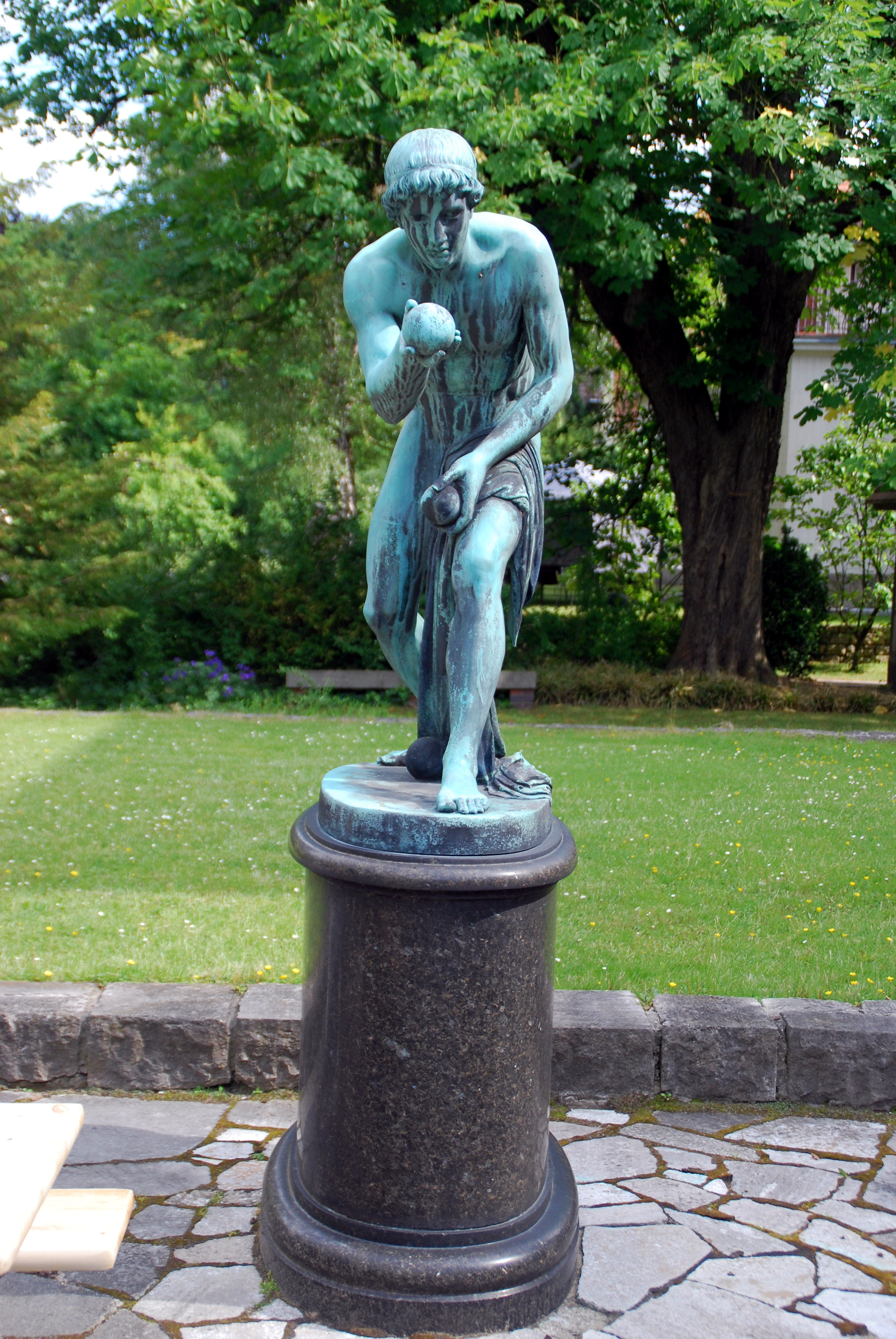
Kugelspieler, Kopie im Haus Wiegand, Berlin

Georg Christian Freund war Schüler seines Onkels Hermann Ernst Freund sowie Herman Wilhelm Bissens. Bei ihnen erlernte er an der Königlich-Dänischen-Kunstakademie in Kopenhagen das Bildhauerhandwerk. Schon um das Jahr 1840 arbeitete er mit beiden am Ragnarok-Fries von Schloss Christiansborg mit. Sehr früh erlebte er große Anerkennung; ihm wurden mehrere Medaillen sowie Geldpreise zuerkannt. Von 1854 bis 1865 lebte er als Staatsstipendiat in Rom. 1869 wurde er Mitglied der Kopenhagener Akademie, 1892 daselbst Professor und 1898 Ritter des Dannebrogordens.
Freund war vor allem für seine Genrebilder bekannt, die er in Bronze, Marmor und Gips ausführte. Seine Arbeiten finden sich in Museen wie der Nationalgalerie Berlin, aber auch im öffentlichen Raum wie der Uthleder St.-Nicolai-Kirche, für die er die Marmorreliefs „Abendmahl Christi“ und „Taufe Jesu im Jordan“ schuf.
Eines seiner Werke ist der Kugelspieler.